# Florian Donderer
Florian Donderer (* 1969 in Berlin) ist ein deutscher Geiger und Dirigent.

## Werdegang
Florian Donderer ist der Sohn einer Flötistin und eines Cellisten.
Er studierte Geige in London und Berlin, wo er Stipendiat der Karajan-Akademie der Berliner Philharmoniker war. Von 1991 bis 2021 war er Konzertmeister der Deutschen Kammerphilharmonie Bremen, an deren Akademie er auch unterrichtete. Ebenso war er Konzertmeister beim mit historischen Instrumenten arbeitenden Balthasar-Neumann-Ensemble. Seit 2016 ist er Primarius des Signum Quartetts.
2010 trat er erstmals mit dem Ensemble Oriol und Christiane Oelze bei einem Konzert in der Berliner Philharmonie als Dirigent auf. Er ist seit 2019 Intendant des Musikfestivals Sommersprossen in Rottweil. Im Juni 2023 spielte er im Rahmen des jährlichen Sommerfestivals Spannungen in Heimbach. Im Januar 2025 spielte er auf dem kostenlosen Festival Ilumina in São Paulo.
Donderer spielt eine Geige von Stefan-Peter Greiner aus dem Jahr 2003.

## Privates
Er ist mit der Cellistin Tanja Tetzlaff verheiratet und hat drei Kinder.